# ميرسة رودوريدة
ميرسة رودوريدة  (10 أكتوبر 1908 - 13 أبريل 1983) هي روائية كتالونية.
تعتبر الكاتبة الأكثر تأثيراً في اللغة الكاتالونية المعاصرة، كما يتضح من مراجع مؤلفين آخرين في عملها والصدى العالمي، مع ترجمات إلى أكثر من ثلاثين لغة.
كما أُطلق عليها لقب أهم كاتالونية في فترة ما بعد الحرب.
. رواياتها "ساحة الماس" ( بالكاتالونية La plaça del diamant) (المترجمة للإنجليزية بعنوان The Time of the Doves، 1962) أصبحت الرواية الكاتالونية الأكثر شعبية حتى الآن وتُرجمت إلى أكثر من 30 لغة. يعتبرها بعض النقاد من أفضل الروايات التي نُشرت في إسبانيا بعد الحرب الأهلية الإسبانية.

## سيرة ذاتية

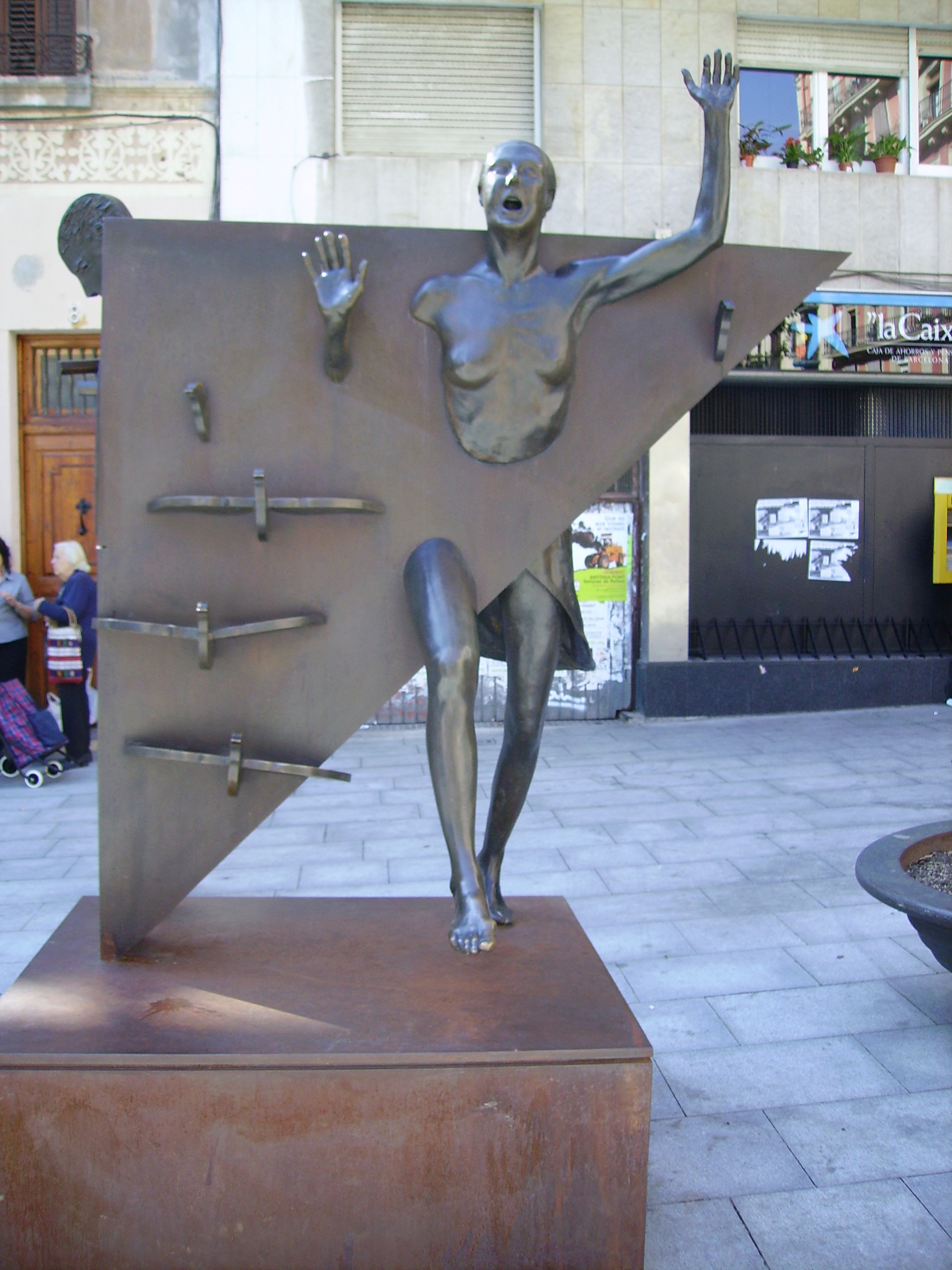
تمثال لا كولوميتا، للفنان كزافييه ميدينا كامبيني، في بلاسا ديل ديامانت، جراسيا، برشلونة.

ولدت وُلدت ميرسي روزا رودوريدا إي جورجي في 10 أكتوبر 1908 ، في 340 شارع بالميس ‏ ببرشلونة. والداها كانا أندرو رودوريدا، ومونتسيرات جورجوي، من ماريسمي. كلاهما كانا من عشاق الأدب والمسرح وحضرا فصولًا موسيقية تدرسها أدريا غوال ‏ في مدرسة الفنون المسرحية (التي أصبحت فيما بعد معهد المسرح). أجبرتها مشاكل والديها المالية على ترك المدرسة في سن التاسعة، في عام 1921، انتقل عمها خوان للعيش مع العائلة وغيّر أسلوب حياة جميع أفرادها، وفرض التقشف والنظام التقليدي. لقد جعلته مثاليًا نتيجة الرسائل التي تلقتها سابقًا وانتهى بها الأمر بالزواج منه في 10 أكتوبر 1928، عيد ميلادها العشرين، في كنيسة بونانوفا. كان يكبرها بأربعة عشر عامًا ، وبسبب قرابة العصب، احتاجوا إلى تدبير بابوي.
وفي عام 1929 كانت قد أنجبت طفلها الوحبد، جوردي.
توفيت بسبب مرض سرطان الكبد في جيرونا، وقد دفنت في مقبرة كتالونيا 

## روابط خارجية
- ميرسة رودوريدة على موقع IMDb (الإنجليزية)